# Iciligorgia
Iciligorgia is een geslacht van neteldieren uit de klasse van de Anthozoa (bloemdieren).

## Soorten
- Iciligorgia australis (Broch, 1916)
- Iciligorgia ballini Kükenthal, 1908
- Iciligorgia boninensis Aurivillius, 1931
- Iciligorgia brunnea (Nutting, 1911)
- Iciligorgia capensis (Thomson, 1911)
- Iciligorgia clavaria (Studer, 1878)
- Iciligorgia koellikeri (Studer, 1878)
- Iciligorgia macrocalyx (Nutting, 1911)
- Iciligorgia rubra (Kölliker, 1870)
- Iciligorgia schrammi Duchassaing, 1870